# 張瑋 (成化丁未進士)
張瑋（1453年—1517年），字嘉玉，號歷斋。南直隶苏州卫官籍（今长洲县）。明朝政治人物。

## 生平
成化十九年（1483年）癸卯科應天府乡试第四十二名举人，成化二十三年（1487年）丁未科会试四十五名，廷试三甲一百六十六名进士，循例归省，丁父忧。弘治三年（1490年）服阕，授工部营缮司主事，奉使江西，督造宁靖王朱奠培墓。四年回部理事，六年分司杭州税务，七年回部，不久升虞衡司员外郎，十二年（1499年）晋都水司郎中，領漕河事，分司徐州。十三年告病归乡，十五年还朝，復除都水司郎中，領漕河如故。正德二年（1507年）初，刘瑾专政，以违例乘轿将张玮用重枷枷号于张家湾，不久被判充军辽东铁岭卫。五年赦免召还，恢復原职，十二年十二月卒于家。

## 家族
曾祖張聲遠。祖父张钢，南京国子监助教。父张渊。母陳氏。具庆下。弟张璨。